# Myotis vivesi
Myotis vivesi és una espècie de ratpenat de la família dels vespertiliònids. És endèmic de Mèxic, on viu al voltant del Golf de Califòrnia i a part de la costa pacífica de la Baixa Califòrnia, principalment en illes petites. El seu hàbitat natural són les zones amb despreniments de terra que tinguin forats on pugui niar, tot i que també pot viure en coves. Està amenaçat per la destrucció d'hàbitat i les espècies invasores.